# 兵庫県立宝塚北高等学校
兵庫県立宝塚北高等学校（ひょうごけんりつたからづかきたこうとうがっこう）は、兵庫県宝塚市に所在する公立高等学校。通称「北高」。

## 概要
宝塚学区（宝塚市）内にある4つの県立高校（宝塚、宝塚東、宝塚西、宝塚北）の中では最も新しい高校である。設置学科は普通科と演劇科、グローバルサイエンス科。3科が奏でるハーモニーをスローガンとしている。演劇科、グローバルサイエンス科は県下全域から出願可能であり、普通科も第2学区全域から出願可能である。
演劇科は公立高校としては日本で最初に設置されたものである。また、普通科内に専門コースとして一般的に理数系に当たる「普通科グローバルサイエンスコース」が設置されていたが、平成26年度より学科に昇格し、グローバルサイエンス科が新設され、同校は3学科体制となった。
創立10周年を記念して1994年に制定された校歌は、メロディーが次々と変調し、歌詞も「宇宙船」「多面体」などが現れ特徴的である。歌の後半に突然リズムが変わり、全番に共通して「ルルル…… だから ラララ…… 宝塚北高校 ここに」で締め括られる。校歌の作詞は秋浜悟史、作曲は三木稔である。

## 沿革

### 年表
- 1984年11月1日 - 西宮・宝塚学区県立高等学校開設準備室を兵庫県庁東庁舎に設置。(開校記念日)
- 1984年12月20日 - 「兵庫県立高等学校の設置及び管理に関する条例の一部を改正する条例（兵庫県条例34号）」により学校の設置が決定。
- 1985年1月1日 - 兵庫県立宝塚北高等学校設置。
- 1985年 - 1回目の入試より総合選抜実施。
- 1985年4月1日 - 普通科7学級、演劇科1学級で開校。
- 1986年4月1日 - 普通科に理数コース（1学級）を設置。
- 1987年11月5日 - 開校記念式典を挙行。
- 1994年10月1日 - オーストラリア・西オーストラリア州のジョン・カーティン高校（en:John Curtin Senior High School）と姉妹校提携調印。
- 1994年10月11日 - 宝塚大劇場で創立10周年記念式典を挙行。（祝賀会は宝塚グランドホテル）
- 1999年8月12日 - マレーシア・ジョホール州教育省と教育交流提携調印。
- 2003年4月1日 - 普通科理数コースを普通科グローバルサイエンスコース（1学級）に改編。
- 2004年11月6日 - 同校体育館で創立20周年記念式典を挙行。（祝賀会は宝塚ホテル）
- 2010年 - 総合選抜廃止。
- 2014年4月1日 - 普通科グローバルサイエンスコースをグローバルサイエンス科に改編。
- 2019年4月1日 -スーパーサイエンスハイスクール(SSH)に登録。(5年間)
- 2024年4月1日 -スーパーサイエンスハイスクール(SSH)の第Ⅱ期研究に登録。(5年間)

## 著名な出身者
- 千堂あきほ（女優）
- 小林亜也子（現：森川あやこ）（元女優・企業研修講師・人財育成コンサルタント）
- 青山浩志（シンガーソングライター）
- 久次米健太郎（演出家）
- 安田寿之（講師）
- 小渕世子（作曲家）
- 冨高由喜（元アナウンサー）
- 丁野奈都子（アナウンサー）
- 花村さやか（舞台女優・声優）
- 藤野暢央（バレエダンサー）
- 快児（芸人）
- 村田由香里（元新体操選手）
- 増田倫子（元芸人）
- 江口紘一（俳優）
- 松田岳（俳優）
- 道岡桃子（フリーアナウンサー）
- 富樫世羅（女優・歌手）
- 田中美央（俳優・声優・ナレーター）
- 土屋誠（広島ホームテレビ）
- 綺咲愛里（元宝塚歌劇団星組トップ娘役）
- 早乙女わかば（元宝塚歌劇団月組娘役）
- 夢妃杏瑠（元宝塚歌劇団星組娘役）
- 松風輝（宝塚歌劇団宙組男役）
- 淺場万矢（女優）
- 花岡麻里名（舞台女優）
- 高垣七瀬（女優）
- 宮崎琴（女優）
- 中谷惣（歴史学者、大阪大学准教授）
- 原つむぎ（グラビアアイドル・タレント）[2]
- 榎本成志 （ミュージカル俳優）